# سنت وینسنت و گرنادین‌ها در المپیک تابستانی ۲۰۲۴
کاروان المپیکی سنت وینسنت و گرنادین‌ها، یکی از کاروان‌های شرکت‌کننده در بازی‌های المپیک تابستانی ۲۰۲۴ بود. این دوره از بازی‌ها از ۲۶ ژوئیه تا ۱۱ اوت ۲۰۲۴ (۵ تا ۲۱ امرداد ۱۴۰۳ خورشیدی) به میزبانی پاریس، پایتخت فرانسه برگزار شد. این حضور، دهمین حضور پیاپی کاروان سنت وینسنت و گردنادین‌ها در المپیک پس از نخستین حضور در المپیک ۱۹۸۸ بود. این کاروان تاکنون موفق به کسب هیچ مدالی نشده است.

## شرکت‌کنندگان
فهرست زیر به ورزشکاران این کاروان اشاره دارد.
| ورزش        | مردان | زنان | مجموع |
| ----------- | ----- | ---- | ----- |
| دو و میدانی | ۱     | ۱    | ۲     |
| شنا         | ۱     | ۱    | ۲     |
| مجموع       | ۲     | ۲    | ۴     |